# 坝心彝族乡
坝心彝族乡是中华人民共和国云南省文山壮族苗族自治州文山市下辖的一个民族乡。

## 行政区划
坝心彝族乡下辖以下村级行政区划单位：
坝心村、他披村、陡舍坡村、高笕槽村和核桃寨村。